# Lars Munck af Rosenschöld
Lars Gösta Munck af Rosenschöld, född den 6 maj 1907 i Danderyds församling, Stockholms län, död den 2 juni 1985 i Aneboda församling, Kronobergs län, var en svensk jurist. Han var son till Nils Munck af Rosenschöld.
Munck af Rosenschöld avlade studentexamen i Växjö 1925 och juris kandidatexamen vid Lunds universitet 1932. Efter genomförd tingstjänstgöring i Sunnerbo domsaga 1932–1935 blev han fiskal i Svea hovrätt 1936 och assessor där 1944. Munck af Rosenschöld var häradshövding i Kalix domsaga 1948–1959 och i Sunnerbo domsaga 1959–1970 samt lagman i Ljungby tingsrätt 1971–1973. Han blev riddare av Nordstjärneorden 1951.